# Caim

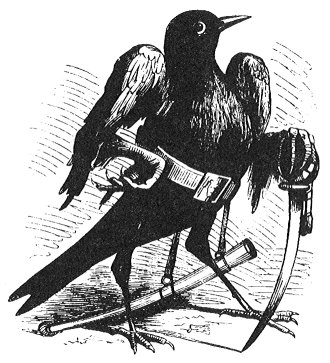
Caim representado en el Dictionnaire Infernal, de Collin de Plancy, edición de 1825.

En demonología, Caym aparece en Ars Goetia, la primera parte de La Llave Menor de Salomón como un Gran Presidente del Infierno, mandando sobre treinta legiones de demonios. Se tienen muchos detalles: es un gran combatiente, da a los hombres el entendimiento de las voces de los pájaros, bueyes, perros y otras criaturas, y el sonidos de las aguas también, y da respuestas certeras sobre el futuro.
Es presentado en ilustraciones ocultistas de los siglos XIX y XX apareciendo con la forma del pájaro negro llamado tordo, pero pronto cambia a la forma de un hombre que tiene una espada afilada en su mano. Cuando responde a las preguntas parece estar sobre cenizas ardiendo o carbón.
El título de Presidente del Infierno sugiere un paralelismo con el presidente de una universidad o una convocación, los cuales son sólo usos pre-modernos del término. Otros autores consideran a Caín un Príncipe del Infierno en su lugar y lo muestran como un hombre llevando ropas elegantes y la cabeza y las alas de un mirlo.
Los directorios demonológicos dan la etimología de una supuesta palabra del latín Chamos, Chamus, que era un nombre dado a Baal, y posiblemente obtenido del hebreo Chium, un epíteto dado a varios dioses Asirios y de Babilonia.